# Episodi di Die Männer vom K3 (seconda stagione)
La seconda stagione della serie televisiva Die Männer vom K3 è stata trasmessa in anteprima in Germania dalla Das Erste tra il 10 ottobre 1991 e il 13 febbraio 1992.
| nº | Titolo originale            | Titolo italiano | Prima TV Germania | Prima TV Italia |
| -- | --------------------------- | --------------- | ----------------- | --------------- |
| 1  | Auge um Auge                | inedito         | 10 ottobre 1991   | inedito         |
| 2  | Narkose für's Jenseits      | inedito         | 14 novembre 1991  | inedito         |
| 3  | Der Vollmondmörder          | inedito         | 5 dicembre 1991   | inedito         |
| 4  | Ein langes Wochenende       | inedito         | 2 gennaio 1992    | inedito         |
| 5  | Auf Sand gebaut             | inedito         | 16 gennaio 1992   | inedito         |
| 6  | Ein ganz alltäglicher Fall  | inedito         | 30 gennaio 1992   | inedito         |
| 7  | Halali für einen Jagdfreund | inedito         | 13 febbraio 1992  | inedito         |